# Torrijos
|  | Per a altres significats sobre la comcarca, vegeu «Comarca de Torrijos». |

Torrijos és un municipi de la província de Toledo, a la comunitat autònoma de Castella la Manxa. Limita a l'est amb Barcience, al Nord amb Novés, a l'oest amb Alcabón i Santo Domingo-Caudilla i al Sud amb Gerindote.

## Demografia
| 1500  | 1576  | 1598  | 1650  | 1753  | 1797  | 1880  | 1900  |
| ----- | ----- | ----- | ----- | ----- | ----- | ----- | ----- |
| 3.000 | 3.800 | 4.000 | 1.612 | 2.200 | 2.900 | 2.890 | 2.923 |

## Administració
| Període      | Nom de l'alcalde/-essa     | Partit polític | Data de possessió |
| ------------ | -------------------------- | -------------- | ----------------- |
| 1979 - 1983  | Santiago Longobardo Rivera | UCD            | 19/04/1979        |
| 1983 - 1987  | Miguel Ángel Ruiz Ayúcar   | AP             | 28/05/1983        |
| 1987 - 1991  | Miguel Ángel Ruiz Ayúcar   | PP             | 30/06/1987        |
| 1991 - 1995  | Miguel Ángel Ruiz Ayúcar   | PP             | 15/06/1991        |
| 1995 - 1999  | Miguel Ángel Ruiz Ayúcar   | PP             | 17/06/1995        |
| 1999 - 2003  | Mercedes Giner             | PSOE           | 03/07/1999        |
| 2003 - 2007  | Mercedes Giner             | PSOE           | 14/06/2003        |
| 2007 - 2011  | Juan José Gómez-Hidalgo    | PP             | 16/06/2007        |
| 2011 - 2015  | n/d                        | n/d            | 11/06/2011        |
| 2015 - 2019  | n/d                        | n/d            | 13/06/2015        |
| 2019 - 2023  | n/d                        | n/d            | 15/06/2019        |
| Des del 2023 | n/d                        | n/d            | 17/06/2023        |

## Ciutats agermanades
- Asp